# Wzmacniacz szerokopasmowy
Wzmacniacz szerokopasmowy – wzmacniacz o dużej względnej szerokości pasma wzmacniania wynoszącej co najmniej od kilku do kilkudziesięciu MHz. We wzmacniaczach tych dąży się do uzyskania jak najmniejszej dolnej częstotliwości granicznej oraz jak największej górnej częstotliwości granicznej, a stosunek tych częstotliwości wynosi co najmniej kilka rzędów.
Zastosowanie wzmacniaczy szerokopasmowych to głównie:
- wzmacniacze teletransmisyjne (pasmo kilka kHz – kilkanaście MHz),
- wzmacniacze odbiorników telewizyjnych (pasmo 30 Hz – 6 MHz),
- wzmacniacze urządzeń radarowych (pasmo do kilkunastu GHz),
- wzmacniacze odchylenia pionowego w oscyloskopach.

Wzmacniacze RC zbudowane z elementów dyskretnych są wzmacniaczami o sprzężeniu pojemnościowym. Podstawowymi stopniami wzmacniającymi są wzmacniacze pracujące w konfiguracji OS lub OE. W razie trudności z zapewnieniem odpowiednio szerokiego pasma przenoszenia stosuje się wzmacniacze w układzie OB, stopnie kaskodowe lub wzmacniacze różnicowe. Podczas konstruowania wzmacniaczy największy problem stanowią wielkie częstotliwości. Ograniczają je pojemności własne tranzystorów oraz pojemności montażowe i rozproszone.
Drugą ważną cechą takich wzmacniaczy jest wierne przenoszenie sygnałów impulsowych – w takim przypadku wzmacniacz szerokopasmowy jest nazywany wzmacniaczem impulsów (niepoprawnie: wzmacniaczem impulsowym).
Najczęściej jako wzmacniacze szerokopasmowe stosuje się wielostopniowe wzmacniacze oporowe z korekcją wejściową i wyjściową oraz sprzężeniem zwrotnym.